# W salonie przy rue des Moulins
W salonie przy rue des Moulins – obraz namalowany przez francuskiego postimpresjonistę Henriego de Toulouse-Lautreca w 1894 roku. Obecnie znajduje się w Muzeum Toulouse-Lautreca w Albi.
Podczas tworzenia tego dzieła Toulouse-Lautrec wzorował się na obrazie renesansowego, weneckiego artysty Vittore Carpaccia (obraz z ok. 1500 roku, przedstawiający dom publiczny), którego reprodukcję posiadał w swojej pracowni.
Obraz przedstawia salon jednego z często odwiedzanych przez Toulouse-Lautreca domów publicznych, który znajdował się przy ulicy des Moulins. Kilka prostytutek w niekompletnych strojach czeka na swoich klientów, siedząc na czerwonych, aksamitnych sofach. Kobiety siedzą znudzone, zrezygnowane i milczące. Kobieta w różowej sukni po prawej stronie to prawdopodobnie właścicielka (nie pasuje do reszty, stanowi kontrast z pozostałymi kobietami, które są wyciągnięte w swobodnych pozach). Artysta szczegółowo odtwarzał twarze i pozy (wcześniej stworzył kilka studiów wstępnych).
Barwy są ciepłe i intensywne, podkreślają kontrast między przepychem a nędzą przybytku.
Jak na Henriego de Toulouse-Lautreca obraz jest bardzo starannie wykończony.